# Wochenarbeitszeit
Die Wochenarbeitszeit bezeichnet die durchschnittliche Anzahl der Stunden, die ein Arbeitnehmer in einer Woche ohne Feiertage arbeitet. Sie ist häufig Gegenstand von Tarifverhandlungen und speziellen Arbeitszeitmodellen. 
Man unterscheidet:
- Im kollektiven Bereich bezieht sich die Wochenarbeitszeit meist auf Vollzeitarbeitsverhältnisse; eine übliche oder mittlere Arbeitszeit wird geregelt oder gemessen.
- In einem individuellen Bereich bezieht sich die Wochenarbeitszeit meist auf ein Teilzeitarbeitsverhältnis.

## Betriebliches Gesundheitsmanagement
Im Zusammenhang mit betrieblichem Gesundheitsmanagement, Work-Life-Balance und Gesundheitsförderung spielt die Dauer der wöchentlichen Arbeitszeit eine wesentliche Rolle. So zeigte es sich beispielsweise als Ergebnis einer 2005 veröffentlichten Sekundäranalyse der Daten einer Repräsentativerhebung in 15 europäischen Staaten der Europäischen Stiftung zur Verbesserung der Lebens- und Arbeitsbedingungen, dass sämtliche erfassten gesundheitlichen Beschwerden umso ausgeprägter waren, je länger die wöchentliche Arbeitszeit war. Die Studie kam zu dem Fazit, „dass eine generelle Ausdehnung der Arbeitszeit aus arbeitswissenschaftlicher Perspektive wegen des erhöhten Risikos gesundheitlicher Beeinträchtigungen nicht unbedenklich erscheint“.

## Europäische Rahmenbedingungen
Die Arbeitsminister der EU-Mitgliedstaaten planten 2008 eine Änderung Richtlinie 2003/88/EG bestimmter Aspekte der Arbeitszeitgestaltung; die Wochenarbeitszeit sollte in EU-Staaten grundsätzlich auf 48 Stunden werden. Ausnahmen (sogenannte Ausstiegsklauseln) waren vorgesehen. So ist für den einzelnen Arbeitnehmer eine Obergrenze von 60 Stunden vorgesehen, aber Wochenarbeitszeiten bis zu 65 Stunden sollen möglich sein, sofern ein Teil davon als Bereitschaftsdienst in Form „aktiver Bereitschaftszeit“ geleistet wird. Etliche dieser Klauseln hat das EU-Parlament am 17. Dezember 2008 zurückgewiesen.

## Deutschland

### Rechtslage in Deutschland
Das deutsche Arbeitszeitgesetz als ein Gesetz zum Schutz der Arbeitnehmer regelt wegen der Tarifautonomie die Wochenarbeitszeit nicht explizit, sondern definiert maximale zulässige Arbeitszeiten und Arbeitsverbote an bestimmten Tagen. Damit existiert ein im Wesentlichen aus dem Gesundheitsschutz begründeter weit gespannter Rahmen, in dem sich die Tarifparteien mit ihren Vereinbarungen bewegen können. So legt § 3 ArbZG fest, dass die werktägliche Arbeitszeit der Arbeitnehmer acht Stunden nicht überschreiten darf. Nach § 9 ArbZG dürfen Arbeitnehmer sonntags grundsätzlich nicht beschäftigt werden. Von dem Sonntagsarbeitsverbot gibt es viele Ausnahmen. Daraus ergibt sich eine maximale reguläre Wochenarbeitszeit von 48 Stunden. Die Tagesarbeitszeit kann auf bis zu zehn Stunden verlängert werden, wenn innerhalb von sechs Kalendermonaten oder innerhalb von 24 Wochen im Durchschnitt acht Stunden werktäglich nicht überschritten werden. Daraus ergibt sich eine kurzfristig mögliche maximale Wochenarbeitszeit von 60 Stunden.

### Wichtige in Deutschland existierende Wochenarbeitszeitregelungen
Folgende Wochenarbeitszeiten sind für Vollzeitstellen durch verschiedene Vereinbarungen, Verträge oder andere Regelungen festgelegt:
| Dauer              | Erläuterung |
| ------------------ | --- |
| 28,8-Stunden-Woche | eine 4-Tage-Woche bei Volkswagen, galt von 1994 bis 2024 (siehe hier). |
| 35-Stunden-Woche   | Sie gilt seit 1995 in der westdeutschen Metallindustrie und ist tarifvertraglich auch in der Stahl-, Elektro-, Druck- sowie holz- und papierverarbeitenden Industrie vereinbart. In den Waldkliniken Eisenberg wurde sie 2023 erstmals in einem Krankenhaus vereinbart. |
| 37-Stunden-Woche   | Gilt seit 2006 bei Vattenfall Europe. |
| 37,5-Stunden-Woche | Gilt seit 1991 im Einzelhandel. |
| 38,5-Stunden-Woche | Galt ab 1990 im Öffentlichen Dienst, aber nur im Tarifgebiet West. Im Tarifgebiet Ost galt nach dem TVöD weiterhin die 40-Stunden-Woche. Gilt heute nur noch für die Beschäftigten in den kommunalen Krankenhäusern des Tarifgebiets West – mit Ausnahme Baden-Württembergs. (Hinweis: Aufgrund der Föderalismusreform I gelten für die Beamten nach den Arbeitszeitverordnungen überall unterschiedliche Arbeitszeiten von 40 bis 42 Wochenstunden). Einen Überblick zum Öffentlichen Dienst bietet dbw-online.de.                           |
| 39-Stunden-Woche   | Gilt seit dem 1. Januar 2006 im Öffentlichen Dienst für die Beschäftigten des Bundes. Gilt seit dem 1. Oktober 2006 im Öffentlichen Dienst für die Beschäftigten im Bereich des KAV Baden-Württemberg – inkl. der Beschäftigten der Krankenhäuser. Gilt seit dem 1. Juli 2008 im Öffentlichen Dienst für die Beschäftigten der Kommunen im Tarifgebiet West (ausgenommen Beschäftigte der Krankenhäuser) und seit dem 1. Januar 2023 auch für die Beschäftigten der Kommunen im Tarifgebiet Ost (ausgenommen Beschäftigte der Krankenhäuser). |
| 39,5-Stunden-Woche | Galt vom 1. Januar bis 31. Dezember 2022 im Öffentlichen Dienst für die Beschäftigten der Kommunen im Tarifgebiet Ost. |
| 40-Stunden-Woche   | Früher übliche Arbeitszeit und derzeit von verschiedenen Arbeitgebergruppierungen wieder angestrebte allgemeingültige Arbeitszeit. Sie wurde 1965 in der Druckindustrie und 1967 in der Metallindustrie eingeführt. Im Oktober 2004 wurde die 40-Stunden-Woche wieder für alle Bundesbeamten in Deutschland eingeführt und gilt in den meisten Bundesländern ebenfalls für Landesbeamte (und somit auch für Kommunalbeamte). |
| 41-Stunden-Woche   | Gilt seit dem 1. September 2003 für Beamte des Landes Baden-Württemberg. Gilt seit 2004 für Beamte des Landes Nordrhein-Westfalen. Gilt seit dem 1. Oktober 2005 für alle Bundesbeamten ohne Kinder bzw. mit Kindern über 12 Jahre (für Bundesbeamte mit Kindern unter 12 Jahren gilt die Wochenarbeitszeit von 40 Stunden) siehe: Arbeitszeitverordnungen. Gilt seit 2017 für hessische Beamte unter 61 Jahren. |
| 42-Stunden-Woche   | Galt bis zum 1. August 2017 für hessische und galt bis ins Jahr 2011 für Thüringer Landesbeamte. Vom 1. September 2004 bis zum 31. Juli 2013 galt sie für bis zu 60 Jahre alte bayerische Landesbeamte. |

Die tatsächliche Wochenarbeitszeit kann je nach Branche und Position von diesen formalen Wochenarbeitszeiten abweichen (in der Regel nach oben), ist arbeitsvertraglich anders geregelt (z. B. in Bezug auf Mehrarbeit) oder unterliegt keiner Beschränkung (z. B. bei Selbstständigen).
Bei Teilzeitstellen werden Wochenarbeitszeiten vereinbart, die unter den genannten Werten liegen.

### Historische Entwicklung der Wochenarbeitszeit in Deutschland
Die Wochenarbeitszeit ist in einer langfristigen Betrachtung deutlich rückläufig. Die Angaben in der Tabelle beziehen sich auf die Regelung in Schlüsselbranchen, meist Metall- und Elektroindustrie. Viele Branchen folgten den Änderungen erst Jahre später (oder im Falle der 38,5-Stunden- bzw. 35-Stunden-Woche bisher noch gar nicht).
- 1825: 82 Stunden
- 1875: 72 Stunden
- 1900: 60 Stunden (in 6 Tagen)
- 1913: 57 Stunden
- 1918: 48 Stunden (8-Stunden-Tag)
- 1941: 50 Stunden (Verlängerung im Zweiten Weltkrieg)
- 1950: 48 Stunden
- 1956: Übergang zur 5-Tage-Woche
- 1965: 40 Stunden (Druckindustrie)
- 1967: 40 Stunden (Metallindustrie)
- 1984: 38,5 Stunden (Metallindustrie, in Verbindung mit Arbeitszeitflexibilisierung und Arbeitszeitdifferenzierung, und Druckindustrie)
- 1995: 35 Stunden (Druck-, Metall- und Elektroindustrie)

Die Arbeitszeitverkürzung (Achtstundentag, 40-Stunden-Woche) wurde von der Arbeiterbewegung, namentlich den Gewerkschaften, meist mit Streiks gegen den Widerstand der Unternehmer durchgesetzt. Seit Mitte der 1990er Jahre ist die Wochenarbeitszeit in vielen Branchen – meist unter dem Stichwort „Rücknahme der Arbeitszeitverkürzung“ – wieder deutlich angestiegen.
Erst am 25. Februar 1990 erfolgte die Einführung der 5-Tage-Unterrichtswoche im Bildungswesen der DDR. Margot Honecker als Bildungsministerin hatte sich lange Zeit gegen diese Änderung gewehrt; ihr Rücktritt am 20. Oktober 1989 (zwei Tage nach dem ihres Mannes Erich) machte den Weg dafür frei.

## Österreich
§ 3 Abs. 1 des Arbeitszeitgesetzes regelt, dass die wöchentliche Normalarbeitszeit 40 Stunden nicht überschreiten darf. Allerdings regelt § 4 ff. eine Reihe von Ausnahmen, deren wichtigste die Möglichkeit ist, in Tarifverträgen abweichende Regelungen zu treffen. Die längste mögliche Wochenarbeitszeit sind 60 Stunden im Fall von Bereitschaftsdiensten.
Nach § 11 Kinder- und Jugendlichen-Beschäftigungsgesetz (KJBG) ist die Wochenarbeitszeit von Jugendlichen auf 40 Stunden begrenzt.

## Schweiz
Die Regelung der Arbeitszeit, im Arbeitsrecht der Schweiz, ist bei privaten Arbeitgebern weitgehend auf Bundesebene vereinheitlicht, jedoch bei öffentlich-rechtlichen Arbeitgebern nach wie vor in zahlreichen kantonalen Gesetzen geregelt. Insbesondere die zivilrechtliche Normierung ist auf eine Vielzahl von Gesetzen verteilt. Von größerer Bedeutung sind insbesondere die Bundesverfassung, das Obligationenrecht, das Arbeitsgesetz sowie im öffentlich-rechtlichen Bereich das Bundespersonalgesetz.

### Wöchentliche Arbeitszeit
Üblicherweise werden in der Schweiz 38,5 bis 42,5 Stunden pro Woche gearbeitet.
Die wöchentliche Arbeitszeit darf höchstens 45 Stunden betragen für Beschäftigte in industriellen Betrieben, für Büropersonal, für technische und andere Angestellte einschließlich des Verkaufspersonals in Grossbetrieben des Einzelhandels ab 50 Beschäftigten. Für alle übrigen Arbeitnehmer gilt eine wöchentliche Höchstarbeitszeit von 50 Stunden. Es gibt jedoch eine Reihe von Ausnahmen, die eine Wochenarbeitszeit von über 50 Stunden ermöglichen.
Für Nachtarbeit gelten spezielle Regelungen. Jugendliche dürfen maximal 9 Stunden am Tag arbeiten. Überstunden sind bis zu einem gewissen Umfang möglich. Sie müssen durch Freizeit von gleicher Dauer ausgeglichen oder mit einem Lohnzuschlag von wenigstens 25 % ausbezahlt werden, wenn nichts anderes schriftlich vereinbart wurde.

#### Übliche wöchentliche Arbeitszeiten
- 38,5 / 40 Stunden für Swissmem-Industrie (Maschinen-, Elektro- und Metallindustrie)
- 41,5 / 42 / 42,5 Stunden allgemein in der Privatwirtschaft und für Beamte (Staats-, d. h. Bundes-[16], Kantons-[17][18] und Gemeindeangestellte)

#### Gesetzlich höchstens zulässig
Wöchentliche Höchstarbeitszeit (Art. 9 ArG):
- 45 Stunden für Arbeitnehmer in industriellen Betrieben sowie für Büropersonal, technische und andere Angestellte, mit Einschluss des Verkaufspersonals in Grossbetrieben des Detailhandels
- 50 Stunden für alle übrigen Arbeitnehmer

### Teilzeitarbeit
Jede dritte aktive Person ist in der Schweiz zu einem reduzierten Arbeitspensum beschäftigt, womit sie im europäischen Vergleich nach den Niederlanden auf dem zweiten Platz rangiert. Das allgemein hohe, und immer noch (leicht) steigende, Lohnniveau ist einer der Gründe dafür – immer mehr Personen und Familien können sich die Teilzeit leisten.
2017 gingen knapp 6 von 10 erwerbstätigen Frauen und beinahe 2 von 10 Männern (58,6 % und 17,5 %) einer Teilzeitarbeit nach. In den letzten zweieinhalb Jahrzehnten ist die Teilzeitarbeit gestiegen, sowohl bei den erwerbstätigen Frauen als auch Männern. Seit Anfang der 2010er Jahre hat sie sich bei den Frauen auf einen Anteil von rund 60 % stabilisiert.
Teilzeitarbeit (2017), Beschäftigungsgrad (%):
- Frauen: 58,6 %, davon arbeiteten
  - 33,9 % in Teilzeit von 50–89 %
  - 24,7 % in Teilzeit von unter 50 %
- Männer: 17,5 %, davon arbeiteten
  - 10,7 % in Teilzeit von 50–89 %
  - 6,8 % in Teilzeit von unter 50 %

Die Kampagne Der Teilzeitmann (c/o teilzeitkarriere.ch) hat sich zum Ziel gesetzt, den Teilzeitanteil unter den erwerbstätigen Männern bis 2020 auf 20 % zu steigern.

## Frankreich
Eine Wochenarbeitszeit von 35 Stunden wurde unter der Regierung von Premierminister Lionel Jospin 2002 landesweit eingeführt, vorangetrieben durch Ministerin Martine Aubry. Zuvor galt eine Wochenarbeitszeit von 39 Stunden, die unter der Regierung von François Mitterrand eingeführt worden war. Eine allmähliche Einführung der 35-Stunden-Woche war bereits 1981 im Rahmen der 110 propositions pour la France Bestandteil des Wahlprogramms der sozialistischen Partei. Das Gesetz loi Aubry du 13 juin 1998 („Aubry I“) legte für Unternehmen mit mehr als 20 Mitarbeitern ab 1. Februar 2000 eine Arbeitszeit von 35 Wochenstunden fest und dasselbe für kleinere Unternehmen ab 1. Januar 2002. Zugleich wurden unter bestimmten Bedingungen Erleichterungen bezüglich der Sozialabgaben für diejenigen Unternehmen vorgesehen, welche die Wochenarbeitszeit bereits vor dem Stichdatum verringerten. Das Gesetz loi Aubry du 19 janvier 2000 (»Aubry II«) regelte Details der Einführung der 35-Stunden-Woche.
Das Gesetz ist danach mehrfach angepasst worden, wodurch über 35 Stunden hinausgehende Überstunden erleichtert wurden, vor allem vorangetrieben durch Premierminister Jean-Pierre Raffarin. Am 22. Dezember 2004 wurde die jährliche Höchstzahl von Überstunden von 180 auf 220 erhöht. Für kleine Unternehmen wurden Regelungen bezüglich Überstunden etwas lockerer gestaltet. Im August 2007 führte Präsident Nicolas Sarkozy mit der loi TEPA Steuererleichterungen für Überstunden ein. Im Juli 2008 beschloss das französische Parlament eine Arbeitsmarktreform, der zufolge Betriebe künftig mit ihren Beschäftigten längere Arbeitszeiten aushandeln können, wodurch eine allgemeine Begrenzung der Arbeitszeit auf 35 Stunden lediglich formell bestehen bleibt.
Die tatsächliche durchschnittliche Wochenarbeitszeit von in Vollzeit tätigen Arbeitnehmern lag 2007 bei 41 Stunden; sie variierte von 38 für Arbeiter bis 59 für Landwirte. Für in Teilzeit tätige Arbeitnehmer lag der Durchschnitt bei wöchentlich 23 Stunden.
Die Wettbewerbsfähigkeit der französischen Wirtschaft bzw. vieler ihrer Branchen wird seit Jahren als verbesserungsbedürftig angesehen; dies wurde z. B. im Zuge der Finanzkrise ab 2007 und der Eurokrise thematisiert. Emmanuel Macron kritisierte direkt nach dem Antritt des Kabinett Valls II (August 2014), dem er als Wirtschaftsminister angehörte, die 35-Stunden-Woche. Das Reformgesetz Macron von 2015 („Loi Macron“ genannt) tastete die 35-Stunden-Woche jedoch nicht grundlegend an.
Ein Gesetzesentwurf von Arbeitsministerin Myriam El Khomri, der dem Ministerrat am 9. März vorgelegt werden soll, sieht hingegen große Spielräume für Unternehmen vor, die diese Begrenzung umgehen, sofern Arbeitgeber und Arbeitnehmer es entsprechend vereinbaren. Die tägliche Arbeitsdauer soll dann bis zu 12 Stunden betragen können, die Wochenarbeitszeit bis zu 48 Stunden und in bestimmten Ausnahmefällen bis zu 60 Stunden. Medien werteten diese Flexibilisierung als ein faktisches Ende der 35-Stunden-Woche.